# Lijst van Eurocommissarissen voor Jongerenzaken
De functie van Europees commissaris voor Jongerenzaken is sinds het aantreden van de Commissie-Delors II (1989) een functie binnen de Europese Commissie. Tussen 1999 en 2010 was de functie vacant. In de Commissie-Von der Leyen is de functie Jongerenzaken opgenomen in de portefeuille van de Commissaris voor Innovatie, Onderzoek, Cultuur, Onderwijs en Jeugd.

## Commissarissen
|  | Naam                | Lidstaat    | Nationale partij | Periode   | Commissies      |
|  | ------------------- | ----------- | ---------------- | --------- | --------------- |
|  | Vasso Papandréou    | Griekenland | PASOK            | 1989-1993 | Delors II       |
|  | Antonio Ruberti     | Italië      | PSI              | 1993-1995 | Delors III      |
|  | Édith Cresson       | Frankrijk   | PS               | 1995-1999 | Santer          |
|  | Geen commissaris    |             |                  | 1999-2010 | Prodi Barroso I |
|  | Androulla Vassiliou | Cyprus      | ED               | 2010-2014 | Barroso II      |
|  | Tibor Navracsics    | Hongarije   | Fidesz           | 2014-2019 | Juncker         |